# Wappen Angolas
Das Staatswappen Angolas ist seit 1992 das offizielle Hoheitszeichen.

## Beschreibung
Auf einer blauen Scheibe sind ein Buschmesser und eine Hacke als Andreaskreuz gelegt und schweben über einer aufgehenden Sonne. Ein fünfzackiger goldener Stern leuchtet im oberen Wappen. Alles wird umschlossen von einem halben Zahnrad auf der linken Seite und einem halben Kranz aus Mais, Kaffee- und Baumwollzweigen in natürlichen Farben auf der rechten Seite.
Unterhalb der Scheibe ein aufgeschlagenes weißes Buch und ein goldenes Spruchband mit dem Staatsnamen "REPÚBLICA DE ANGOLA" darauf.

## Symbolik
Das Buch und die Sonne stehen für Erziehung und Kultur; Mais, Baumwolle und Kaffee sind landestypische landwirtschaftliche Erzeugnisse. Hacke und Buschmesser symbolisieren Bauern und Freiheitskampf, das Zahnrad Arbeiter und Industrie, der Stern Fortschritt und Internationalismus.
Vor 1992 wurde dasselbe Wappen seit dem 11. November 1975 benutzt, nur lautete der Staatsname bis dahin „Volksrepublik Angola“.
Seit 1935 hatte die Kolonie Portugiesisch-Westafrika ein eigenes Wappen, das im Design jenen der anderen Kolonien angeglichen war. Neben der gemeinsamen Elementen der fünf Quinas und der fünf grünen Wellen auf Silber, hatte das koloniale Angola einen goldenen Elefanten und ein goldenes Zebra auf Purpur.